# ميخائيل السادس برينغاس
ميخائيل السادس برينغاس ((باليونانية: Μιχαήλ ΣΤ΄ Βρίγγας)‏, Mikhaēl VI Bringas)، يُسمى ستريتيركوس أو ستريتيركيس («العسكري»، «محب الحرب»، أو «العدائي») أو العجوز («الأكبر سناً»)، وقد حكم كإمبراطور بيزنطي من 1056 إلى 1057.